# سان روبرتو
سان روبرتو (به ایتالیایی: San Roberto) یک کومونه در ایتالیا است که در استان رجو کالابریا واقع شده‌است.

## خصوصیات
سان روبرتو ۳۴٫۳ کیلومترمربع مساحت و ۲٬۰۳۴ نفر جمعیت دارد و ۳۰۰ متر بالاتر از سطح دریا واقع شده‌است.